# Anne Marie DeLuise
Anne Marie DeLuise, née Anne Marie Loder le 3 août 1969 à Saint-Jean de Terre-Neuve au Canada, est une actrice canadienne.

## Carrière
Anne Marie Loder a tenu un certain nombre de seconds rôles au cinéma et à la télévision, dont les plus notables sont docteur Greene dans Cinquante nuances de Grey Et Mme Briggs dans Strange Empire.

## Vie privée
Elle est mariée à l'acteur, producteur et réalisateur de films et séries télévisées américain, Peter DeLuise. Ils ont un fils, Jake Dominick, né le 11 avril 2004.

## Filmographie
Sauf indication contraire, les informations mentionnées dans cette section peuvent être confirmées par la base de données cinématographiques IMDb,  présente dans la section « Liens externes ».

### Cinéma
- 1995 : Jungleground de Don Allan : Whitney
- 1995 : Darkman 2 : Le retour de Durant (Darkman II: The Return of Durant) de Bradford May : Réceptionniste
- 1995 : L'Aigle de fer 4 (Iron Eagle IV) Sidney J. Furie : Officier de communication
- 1998 : Reluctant Angel (en) de John Helliker : Carla
- 1998 : Black Light (de) de Michael Storey : Détective Fay Howard
- 2006 : Traitement de choc de Ron Oliver : Lynne Cornell
- 2006 : Black Christmas de Glen Morgan : La mère de Kelli
- 2009 : Smile of April de Jessica Brajoux et Sabrina Karine : Ann
- 2009 : The Thaw de Mark A. Lewis : Jane
- 2009 : Fear Island de Michael Storey : Dr Chalice
- 2009 : Love Happens de Brandon Camp :
- 2009 : Charly (court métrage) de Jessica Brajoux et Sabrina Karine : Ann
- 2010 : Frankie et Alice (Frankie & Alice) de Geoffrey Sax : White Alice
- 2013 : The Kill (court métrage) de Ada Vaughan : MAdeline
- 2013 : Leap 4 Your Life de Gary Hawes : Darcy
- 2015 : Cinquante nuances de Grey de Sam Taylor-Wood : Dr Greene (non créditée)

### Télévision

#### Téléfilms
- 1993 : Family Pictures (en) de Philip Saville : Celeste
- 1994 : Coulisses d'un meurtre (Janek: The Silent Betrayal) de Robert Iscove : Tiffany
- 1996 : Le Mensonge de Noël (Christmas in My Hometown) de Jerry London : Betsy
- 1998 : La Coupable idéale (Sweet Deception) de Timothy Bond : TV Newscaste
- 1999 : Don't Look Behind You de David Winning : Ellie Foster
- 1999 : Les Yeux du cœur (A Song from the Heart) de Marcus Cole : Liz Martin
- 1999 : Y2K de Dick Lowry : contrôleuse
- 2000 : Grandeur nature de Mark Rosman : Drew McDonald
- 2000 : Alerte imminente (de) (Quarantine) de Chuck Bowman : Mary Beth Connors
- 2003 : Jinnah: On Crime - White Knight, Black Widow de Brad Turner : Donna Schuster
- 2004 : Le crash du vol 323 (NTSB: The Crash of Flight 323) de Jeff Bleckner : Sara P.
- 2006 : Ma Fille en danger (Engaged to Kill) de Matthew Hastings : Mrs Jacobs
- 2008 : L'As de cœur (Ace of Hearts) de David Mackay : Lily Harding
- 2011 : Un demi-siècle nous sépare (The Edge of the Garden) de Michael Scott : Alana Sullivan
- 2012 : L'Insupportable Soupçon (A Killer Among Us) de Bradley Walsh : Claire Drake
- 2012 : 23 ans d'absence (Abducted: The Carlina White Story) de Vondie Curtis-Hall : Sarah
- 2013 : Rita de Miguel Arteta : Nancy
- 2013 : Un tueur au visage d'ange (Romeo Killer: The Chris Porco Story) de Norma Bailey : Andrea Phillips
- 2013 : Mystère à Glenwood (Garage Sale Mystery) de Peter DeLuise : Kate
- 2014 : Le Mariage de ses rêves (June in January) de Mark Griffiths : Kathryn

#### Séries télévisées
- 1994 : Kung Fu, la légende continue (Kung Fu: The Legend Continues) : Serena jeune
- 1995 : Side Effects (en) : Cathy McCann
- 1995 : Chair de poule (Goosebumps) : Mom
- 1997 : FX, effets spéciaux (F/X: The Series) : Traveler
- 1997-1999 : Un tandem de choc (Due South) : Stella Kowalski
- 1998 : Marshall et Simon : Une nouvelle dimension (Eerie, Indiana: The Other Dimension) : Lucy
- 1998 : L'Immortelle (Highlander: The Raven) : Catherine
- 1998 : Invasion planète Terre (Earth: Final Conflict) : Suzanne / Angie
- 1999 : Total Recall 2070 : Carla / Receptionist
- 1999 : First Wave : Lena Hansen
- 2000 : Cœurs rebelles (Higher Ground) : Sophie Becker
- 2000 : Code Eternity (Code Name: Eternity) :
- 2000 : Sept jours pour agir (Seven Days) : Carrie Quigley
- 2000 : Big Sound (en) : Michelle Sutton
- 2000 et 2007 : Stargate SG-1 : Farrell / Amy Vandenberg
- 2001 : The Chris Isaak Show : Celeste
- 2001 : Au-delà du réel : L'aventure continue (The Outer Limits) : Miranda
- 2001 et 2004 : Andromeda : Major Whendar / Astrid
- 2002 : Mysterious Ways : Les Chemins de l'étrange : Kate Hughes
- 2002 : Just Deal (en) : Rebecca
- 2002 : La Treizième Dimension (The Twilight Zone) : Carroll Donner
- 2002 : Dead Zone (The Dead Zone) : Dr Toni Donahue
- 2004 : Le Messager des ténèbres (The Collector) : Helen Baines
- 2004 : Dead Like Me : Dana
- 2005 : Supernatural (saison 1 épisode 8) : Joanie Pike
- 2006 : Psych : Enquêteur malgré lui : Raylene Wilcroft
- 2006-2011 : Smallville : Naomi Van Horn / Reporter télé
- 2007 : Painkiller Jane : Anna Robeson
- 2007 : Sabbatical : Julie Marlowe
- 2009 : The Troop : Charlotte Collins
- 2009 : Sanctuary : Rachel
- 2010 : Pretty Little Liars : Jessica Di Laurentis
- 2011 : Om Inc. : Irate Customer
- 2011 et 2014 : L'Heure de la peur (R.L. Stine's The Haunting Hour) : Donna / Mrs Donaldson
- 2013 : Retour à Cedar Cove (Cedar Cove) : Melanie Lockhart
- 2014 : Signed, Sealed, Delivered : La mère de Samila
- 2014 : The Killing : Linda Stansbury / Linda Stansberry
- 2014-2015 : Strange Empire (en) : Mrs Briggs
- 2015 : iZombie : Alex Towne
- 2019 : Supernatural (saison 15 épisode 4) : Janet Whitman